# Reno (riu)
El Reno és un riu del nord d'Itàlia, situat al sud del riu Po però que desemboca directament a la mar Adriàtica. El curs inferior ha canviat molt. Antigament desguassa en el Po, però al segle xviii va ser desviat al sud-est cap al canal anomenat Po di Primaro. Durant l'ocupació francesa (1801-1814) es va crear el departament del Reno, amb Bolonya com a capital.
El seu nom antic fou Rhenus o, tot i ser un riu important, Rhenus parvus (Reno petit), per distingir-lo del Rin (llatí Rhenus, en italià també Reno).

## Afluents principals
- El Limentra inferiore
- El Setto